# Нвакали, Келечи
Келечи Нвакали (англ. Kelechi Nwakali; родился 5 июня 1998 года) — нигерийский футболист, полузащитник клуба «Шавеш» и сборной Нигерии.

## Клубная карьера
Нвакали — воспитанник Африканской футбольной академии. В 2015 году после юношеского чемпионата мира к Келечи и его партнёру по юношеской сборной Самуэлю Чуквезе проявил интерес лондонский «Арсенал». 1 марта Келечи подписал контракт с «Арсеналом» сроком 5 лет.
Летом 2016 года Нвакали на правах аренды перешёл в нидерландский МВВ Маастрихт. 16 сентября в матче против «Йонг Аякс» он дебютировал в Эрстедивизи. 9 декабря в поединке против «Де Графсхапа» Нвакали забил свой первый гол за МВВ Маастрихт. В августе 2017 года Келечи был арендован клубом ВВВ-Венло. 10 сентября в матче против «Гронингена» он дебютировал в Эредивизи. В этом же поединке Нвакали забил свой первый гол за ВВВ-Венло.

## Международная карьера
Осенью 2015 года Келечи в составе сборной Нигерии стал победителем юношеского чемпионата мира в Чили. На турнире он сыграл в матчах против команд США, Чили, Хорватии, Австралии, Бразилии, Мексики и Мали. В поединках против австралийцев, мексиканцев и чилийцев Нвакали забил три гола. По итогам соревнований он был признан лучшим игроком турнира.

## Достижения
Международные
Нигерия (до 17)
- Юношеский чемпионат мира — 2015

Индивидуальные
- Лучший игрок юношеского чемпионата мира — 2015